# Cantó de Fontaine-Sassenage
El cantó de Fontaine-Sassenage era una divisió administrativa francesa del departament de la Isèra, situat al districte de Grenoble. Comptava amb 4 municipis i el cap era Fontaine. Va desaparèixer el 2015.

## Municipis
- Fontaine
- Noyarey
- Sassenage
- Veurey-Voroize

| Data d'elecció                           | Identitat          | Partit | Qualitat |
| ---------------------------------------- | ------------------ | ------ | -------- |
| 1949-1967                                | Léon Pinel         | PCF    |          |
| 1967-1985                                | Louis Maisonnat    | PCF    |          |
| 1985-1992                                | Yannick Boulard    | PCF    |          |
| 1992-1998                                | Dominique Valeille | RPR    |          |
| 1998-2008                                | Alain Chaplais     | PS     |          |
| 2008-2015                                | Yannick Belle      | PS     |          |
| les dades anteriors no són pas conegudes |                    |        |          |

| 1962 | 1968 | 1975 | 1982 | 1990 | 1999   | 2007   |
| ---- | ---- | ---- | ---- | ---- | ------ | ------ |
| -    | -    | -    | -    | -    | 26.862 | 27.142 |